# Klinikum Fürstenfeldbruck
Das Klinikum Fürstenfeldbruck ist ein Krankenhaus der Akutversorgung. Es ist das einzige Krankenhaus im Landkreis Fürstenfeldbruck. Seit 1999 wird es zusammen mit dem Seniorenheim Jesenwang als selbständiges Kommunalunternehmen in Trägerschaft des Landkreises Fürstenfeldbruck geführt.

## Geschichte

### Die Anfänge der Krankenhausversorgung im Landkreis Fürstenfeldbruck
Im Jahre 1818 entstand das erste Krankenhaus im Landkreis Fürstenfeldbruck. Es handelte sich um ein Militär-Invalidenhaus, untergebracht im Kloster Fürstenfeld. Dem Invalidenhaus wurde 1838 das Spital „für Rekonvaleszente“ zugeordnet, das bis dahin dem Münchner Militärspital angeschlossen war. Am 11. Oktober 1841 schrieb der Marktgemeinderat Fürstenfeldbruck an das damalige königlich-bayerische Landgericht, um es von dem Bau eines neuen Kranken- und Armenhaus in Nannhofen zu informieren. Diese Einrichtung war bis 1947 das einzig bedeutende Krankenhaus im Landkreis Fürstenfeldbruck. Das kleine Krankenhaus in Nannhofen wurde am 1. Juli 1947 als Kreiskrankenhaus übernommen.
Nachdem der Landtag in der Landkreisordnung von 1946 den Landkreisen den Betrieb von Krankenhäusern zur Pflichtaufgabe gemacht hatte, beschloss der Kreistag 1948 einstimmig, ein neues und größeres Kreiskrankenhaus in Fürstenfeldbruck zu erbauen.

### Das Kreiskrankenhaus in der Dachauerstraße
Zunächst wurde jedoch im März 1954 das Krankenhaus in Nannhofen aufgelöst und dafür das Krankenhaus auf der Ludwigshöhe aufgekauft. Der Landkreis hoffte damit, das Krankenhausproblem mit geringen Kosten für die nächste Zeit gelöst zu haben. Die Bevölkerung des Landkreises stieg jedoch sprunghaft an, und damit erhöhte sich auch die Zahl der Krankenhausfälle. Es stellte sich bald heraus, dass die bestehenden Krankenhausanlagen den Bedarf nicht decken konnten. Deshalb übernahm der Landkreis am 1. April 1957 ein von der Stadt Fürstenfeldbruck renoviertes Gebäude in der Dachauer Straße und errichtete dort das neue Kreiskrankenhaus. 1958 wurden die Anlagen erweitert und die dringend notwendige Küche geschaffen. Fortan ging es Schlag auf Schlag. Durch die weiteren Ausbauarbeiten gab es nun Räume für die Unterbringung des Pflegepersonals. Außerdem wurde die Röntgenabteilung umgebaut und mit modernen Röntgenapparaten ausgestattet sowie zwei großen Operationssälen und eine Krankenhauskapelle errichtet.
1963, nur einige Jahre später, war es erneut nicht mehr möglich, alle Kranken des Landkreises aufzunehmen. Der Kreistag entschied am 29. Oktober 1963, das bestehende Krankenhaus an der Dachauer Straße weiter auszubauen und umzugestalten. Diese Maßnahmen waren 1970 abgeschlossen, und das neue fünfstöckige Haus mit Küche, Funktionsräumen und vier Bettgeschossen konnte bezogen werden. Im Anschluss daran wurde der Operationstrakt neu gebaut und 1974 fertiggestellt.

### Vom Kreiskrankenhaus zum Klinikum
Da aus bautechnischen Gründen der über 130 Jahre alte Krankenhausbau in der Dachauer Straße nur noch begrenzte Zeit nutzbar erschien, wurde 1987 eine grundlegende Sanierung mit einer neuen Gesamtkonzeption beschlossen. In den folgenden 20 Jahren wurde die Kreisklinik in mehreren Bauabschnitten komplett umgebaut und den modernen baulichen, technischen und medizinischen Anforderungen angepasst. Mit der Freigabe der Landeplattform für Hubschrauber auf dem Dach des Klinikums 2007 ist es möglich, Patienten im Notfall noch zügiger zu versorgen.
Am 1. Januar 1999 wurde die Kreisklinik mit dem Seniorenheim Jesenwang zum Kommunalunternehmen „Kreisklinik Fürstenfeldbruck und Seniorenheim Jesenwang“. Die Entwicklung der Klinik in den vergangenen Jahren vom reinen Akutkrankenhaus hin zu einem Klinikunternehmen mit zunehmend spezialisierten Gesundheitsdienstleistungen wurde 2007 auch formal dokumentiert. Die „Kreisklinik Fürstenfeldbruck“ wechselte ihren Namen in „Klinikum Fürstenfeldbruck“.

## Trägerschaft
Das Klinikum Fürstenfeldbruck ist Teil des Kommunalunternehmes „Kreisklinik Fürstenfeldbruck und Seniorenheim Jesenwang“. Das Kommunalunternehmen ist ein selbständiges Unternehmen des Landkreises Fürstenfeldbruck in der Rechtsform einer Anstalt des öffentlichen Rechts. Das Schwesterunternehmen Seniorenheim Jesenwang befindet sich in der Gemeinde Jesenwang und wurde 2005 umfassend erweitert und saniert. Geleitet wird das Kommunalunternehmen vom Vorstand. Überwachungsorgan ist der Verwaltungsrat. Der Verwaltungsrat besteht aus dem Landrat als vorsitzendem Mitglied und acht weiteren Verwaltungsratsmitgliedern. Diese Mitglieder werden vom Kreistag aus dessen Mitte bestellt.

## Heutige Situation

### Klinikbereich
Im Klinikum Fürstenfeldbruck ergänzen sich nahezu alle Fachdisziplinen einer modernen Akutversorgung durch folgende Klinikbereiche:
- Allgemein- und Visceralchirurgie
- Anästhesie und Intensivmedizin
- Frauenklinik mit Gynäkologie und Geburtshilfe
- Gastroenterologie und Onkologie
- Gefäßchirurgie
- Kardiologie und Pneumologie
- Neurologie
- Palliativmedizin
- Radiologie
- Unfallchirurgie und Orthopädie mit Endoprothetikzentrum
- Urologie
- Zentrale interdisziplinäre Notaufnahme

Bereits seit über zehn Jahren besteht im Klinikum eine Palliativstation mit sieben Betten.

### Belegabteilungen und Kooperationsärzte
- Ärztlicher Bereitschaftsdienst
- Chirurgie und Unfallchirurgie
- Gefäßchirurgie
- Hals, Nasen und Ohren
- Hämato-Onkologie
- Kardiologie
- Neurochirurgie
- Nuklearmedizin
- Orthopädie
- Psychiatrie und Psychotherapie
- Strahlentherapie
- Traditionelle Chinesische Medizin
- Urologie

Das Klinikum Fürstenfeldbruck ist Mitglied im Verbund Klinik-Kompetenz-Bayern e.G.
Zur Information über Leistungsspektrum und neue Angebote gibt das Klinikum Fürstenfeldbruck seit 2001 zweimal jährlich die Patientenzeitschrift visavis heraus.
1995 wurde der Verein Freunde der Kreisklinik gegründet.

### Zertifizierungen
- Das Klinikum Fürstenfeldbruck ist zertifiziertes Traumazentrum. Dies ermöglicht die interdisziplinäre Versorgung schwerverletzter Patienten. Außerdem ist es in das TraumaNetzwerk München-Oberbayern/Süd eingebunden.
- Die EndoCert-Initiative hat dem Klinikum Fürstenfeldbruck das Zertifikat Endoprothetikzentrum (EPZ) verliehen.
- 2017 erhielt das Klinikum von der Deutschen Diabetes Gesellschaft (DDG) das Zertifikat „Klinik für Diabetespatienten geeignet“.
- Die Frauenklinik ist Kooperationspartner des Roman-Herzog-Krebszentrums[9] und nimmt an einem bundesweiten Qualitätssicherungsprogramm des Westdeutschen Brust-Centrums (WBC) teil[10].

## Leistungsdaten, Beschäftigung und Ausbildung
Das Klinikum Fürstenfeldbruck verfügt über 380 Betten in 14 Fachabteilungen. Im Jahr 2018 wurden knapp 18.500 Patienten stationär und knapp 21.000 Patienten ambulant versorgt. Die mittlere Verweildauer der stationär aufgenommenen Patienten lag bei 5,8 Tagen.
Im Klinikum sind circa 900 Mitarbeiter beschäftigt. Das Klinikum bildet in Gesundheits- und kaufmännischen Berufen aus. Seit November 2004 ist das Klinikum Fürstenfeldbruck Akademisches Lehrkrankenhaus der Ludwig-Maximilians-Universität München.